# Haus Sachsen-Coburg und Gotha

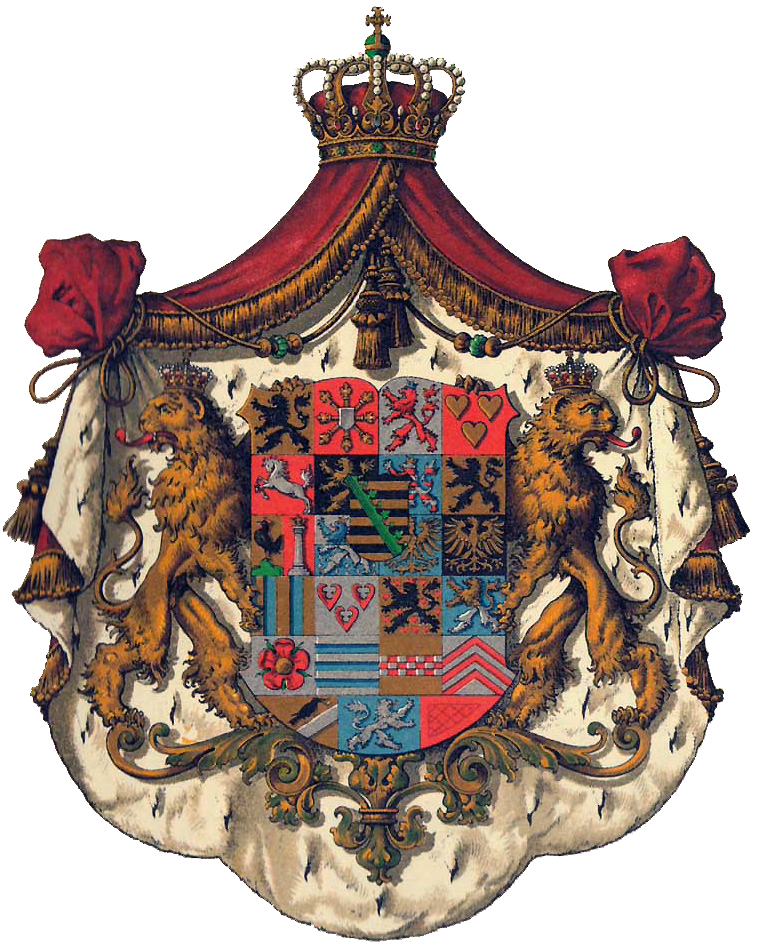
Großes Staatswappen des Herzogtums Sachsen-Coburg und Gotha

Das Haus Sachsen-Coburg und Gotha, bis 1826 Haus Sachsen-Coburg-Saalfeld, ist eine deutsche Adelsfamilie, eine jüngere Seitenlinie der ernestinischen Wettiner. Der Name stammt vom Herzogtum Sachsen-Coburg und Gotha, das auf dem Gebiet der heutigen Länder Thüringen und Bayern lag und durch Angehörige dieses Fürstenhauses von 1826 bis 1918 regiert wurde. Durch Wahl und eine geschickte Heiratspolitik gelangten Mitglieder der Familie aus dem politisch weitgehend unbedeutenden Kleinstaat auf eine Reihe europäischer Throne, womit die Familie internationale Bedeutung erlangte. Heute regieren Mitglieder des Hauses nur noch in Belgien. Die im Vereinigten Königreich regierende Dynastie entstammt historisch ebenfalls dem Haus Sachsen-Coburg und Gotha, nahm jedoch 1917 den Namen Windsor an und betrachtet sich seither als eigenständige Dynastie, welche vom derzeitigen König Charles III. in mütterlicher Linie fortgesetzt wird. Zuvor hatte der letzte Herzog Carl Eduard (ein Enkel von Königin Victoria) seinerseits den britischen Teil der Familie von der Thron- und Erbfolge des Stammhauses ausgeschlossen. Angehörige der Nebenlinie Sachsen-Coburg-Koháry regierten im Königreich Portugal sowie im Zarentum Bulgarien.

## Geschichte

### Vorgeschichte: Das Haus Wettin
Ahnherr der Wettiner ist ein Graf Dietrich, der 982 verstarb. Unter seinen Nachkommen stieg das Haus Wettin neben den Askaniern und Hohenzollern zu einem der wichtigsten Fürstenhäuser Mitteldeutschlands auf, das zeitweise große Teile der heutigen Bundesländer Sachsen, Sachsen-Anhalt, Thüringen und Brandenburg regierte. Meilensteine bei diesem Aufstieg waren der Erwerb der Markgrafschaft Meißen 1089 durch Heinrich I. von Eilenburg, der Landgrafschaft Thüringen 1264 durch Heinrich den Erlauchten und schließlich der Erwerb der sächsischen Kurwürde 1423 durch Friedrich den Streitbaren.
1485 teilten sich die Wettiner in eine ernestinische und eine albertinische Linie (Leipziger Teilung). Beide Linien bestehen auch heute noch. Die Kurwürde blieb zunächst bei der älteren ernestinischen Linie, fiel jedoch 1547 im Zuge des Schmalkaldischen Krieges (Wittenberger Kapitulation) an die Albertiner. Während diese in Sachsen und zeitweise auch im Königreich Polen zu Königswürden aufstiegen, wurden die Ernestiner auf Thüringen begrenzt. Durch fortgesetzte Landesteilungen versanken die Ernestiner in der politischen Bedeutungslosigkeit. Neben der Hauptlinie, den Herzögen, später (seit 1815) Großherzögen von Sachsen-Weimar bzw. seit 1741 Sachsen-Weimar-Eisenach gab es immer noch mehrere jüngere ernestinische Nebenlinien mit teilweise nur eingeschränkter Landeshoheit (vgl. Ernestinische Herzogtümer).

### Entstehung des Hauses Sachsen-(Coburg-)Saalfeld

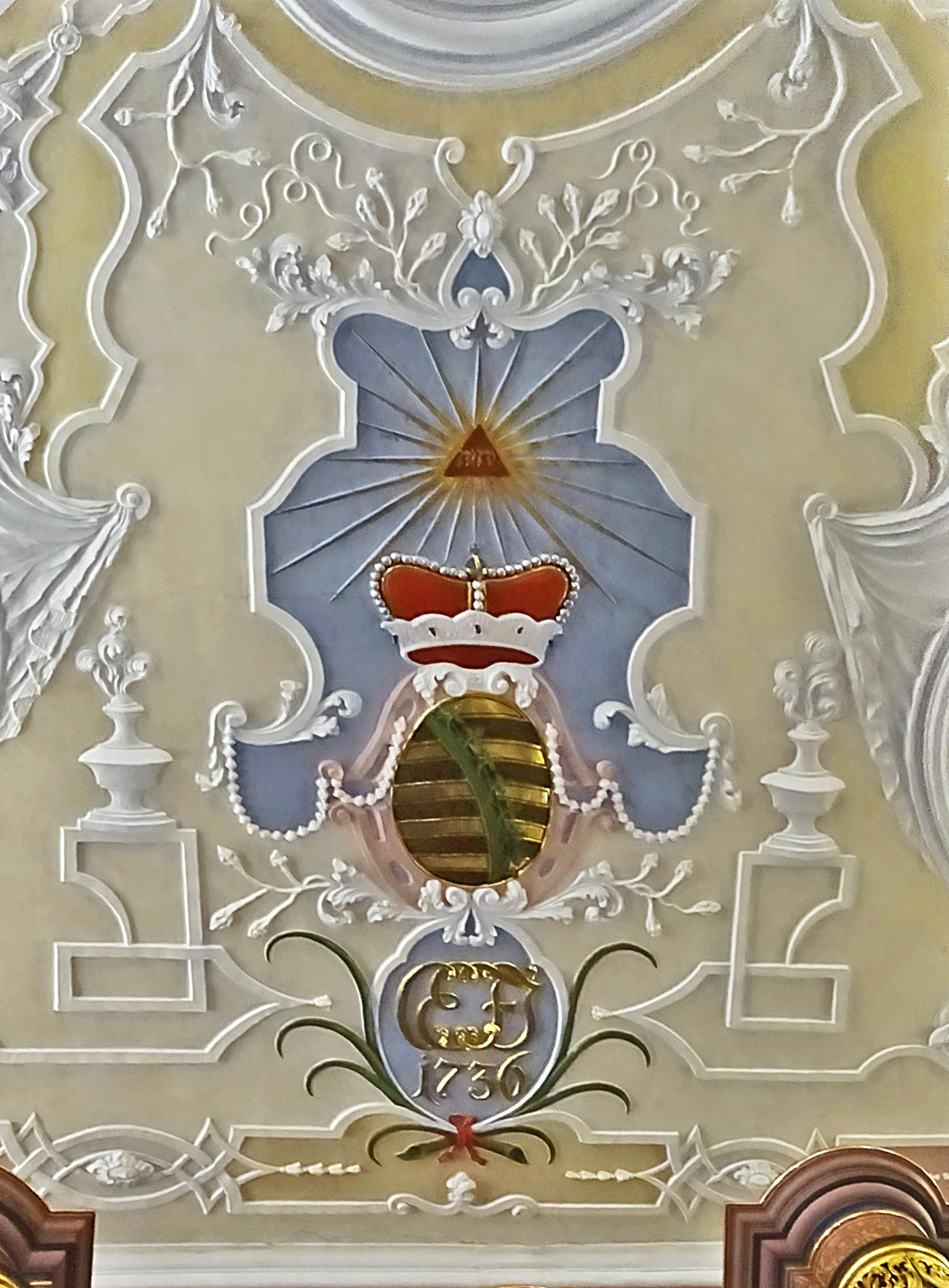
Wappen des Herzogtums Sachsen-Coburg-Saalfeld (1736) im Deckenstuck der Heilig-Kreuz-Kirche (Coburg)

Fünf Jahre nach dem Tod Ernsts des Frommen, des Herzogs von Sachsen-Gotha(-Altenburg), im Jahr 1675 kam es 1680 beim Gothaer Hauptrezess zu einer Erbteilung unter seinen sieben Söhnen. Der jüngste Sohn, Johann Ernst (1658–1729), ist der Stammvater des späteren Hauses Sachsen-Coburg und Gotha. Er erhielt 1680 ein kleines Fürstentum um die thüringische Stadt Saalfeld. Als sein zweitältester Bruder Albrecht (1648–1699) 19 Jahre später kinderlos starb, brachen Erbstreitigkeiten um die Aufteilung von dessen Fürstentum Sachsen-Coburg aus. Johann Ernst konnte sich dabei größtenteils durchsetzen, auch wenn der Streit erst sechs Jahre nach seinem Tod beendet wurde. Sachsen-Coburg kam daraufhin 1735 an Sachsen-Saalfeld – bis auf einige Gebiete, die an das Herzogtum Sachsen-Hildburghausen bzw. als späteres Meininger Oberland an das Herzogtum Sachsen-Meiningen fielen.
Im so entstandenen Herzogtum Sachsen-Coburg-Saalfeld regierten nach Johann Ernsts Tod dessen Söhne Christian Ernst (residierte in Saalfeld) und Franz Josias (residierte in Coburg) gemeinschaftlich das aus zwei geografisch getrennten Teilen bestehende Land. Als Christian Ernst 1745 starb, wurde Franz Josias alleiniger Herzog. Zwei Jahre später führte er die Primogenitur bei der Thronfolge ein, um weitere Landesteilungen zu verhindern. In der Folge erbten jeweils die erstgeborenen Söhne Ernst Friedrich (1724–1800), Franz (1750–1806) und Ernst I. (1784–1844) die Herzogswürde. Ernst konnte 1816 einen Gebietsgewinn für sein Herzogtum verbuchen: Zum Lohn für seine Dienste als General und Korpskommandant in den Kämpfen gegen Napoleon Bonaparte erhielt er 1816 das Fürstentum Lichtenberg, heute gelegen an der Grenze des Saarlands zu Rheinland-Pfalz. Infolge politischer Unruhen und der großen Entfernung zum Hauptteil seines Herzogtums verkaufte er es 1834 an Preußen.

### Internationale Ausbreitung des Hauses
Mitglieder des Hauses Sachsen-Coburg-Saalfeld bzw. Sachsen-Coburg und Gotha gelangten durch Wahl (Belgien, Bulgarien) bzw. Heirat (Portugal, Großbritannien) auf verschiedene europäische Throne, wo sie zum Teil noch heute regieren. Alle Linien stammen von den Söhnen des Herzogs Franz ab. Der älteste Sohn Ernst I. wurde über seinen Sohn Albert Stammvater des britischen Königshauses. Der zweitälteste Ferdinand Georg (1785–1851) begründete durch die Heirat mit Maria Antonia Koháry die Linie Sachsen-Coburg-Koháry, aus der das portugiesische und das bulgarische Königshaus hervorgingen. Der jüngste Sohn Leopold (1790–1865) wurde 1831 zum König der Belgier gewählt und ist Stammvater der belgischen Königsfamilie.
Zur stark erhöhten Reputation des Fürstenhauses in jener Zeit dürften die militärischen Erfolge von Herzog Franz Josias’ jüngstem Sohn Friedrich Josias (1737–1815) im ausgehenden 18. Jahrhundert beigetragen haben. Durch seine Siege als kaiserlicher General und Feldmarschall im Österreichisch-Türkischen Krieg und im ersten Koalitionskrieg gegen Frankreich machte er international als „Prinz Coburg“ von sich reden.
Wegen der 1823 von Herzog Ernst I. erworbenen Herrschaft Greinburg in Oberösterreich hatte das Herzogshaus fortan (als eines von drei souveränen Häusern) bis 1918 einen erblichen Sitz im Herrenhaus des Kaisertums Österreich inne. Schloss Greinburg ist bis heute einer der Wohnsitze der Familie.

### Entstehung des Herzogtums Sachsen-Coburg und Gotha
1825 starb in einem der ernestinischen Kleinstaaten, dem Herzogtum Sachsen-Gotha-Altenburg, der letzte Herzog Friedrich IV. ohne männlichen Erben. Die dort herrschende ernestinische Nebenlinie, das Haus Sachsen-Gotha-Altenburg, war somit erloschen. Unter den noch bestehenden ernestinischen Linien brachen sofort Erbstreitigkeiten um das Herzogtum Sachsen-Gotha-Altenburg aus, die schließlich 1826 durch einen Schiedsspruch des sächsischen Königs Friedrich August I., des Gerechten, gelöst wurden. Im Zuge dieses komplizierten Schiedsspruches wurde im Präliminarvertrag zu Liebenstein das bisherige Herzogtum Sachsen-Gotha-Altenburg aufgeteilt: Altenburg wurde, wie bereits früher in seiner Geschichte einmal, selbständiges Herzogtum und fiel an die Nebenlinie aus dem Herzogtum Sachsen-Hildburghausen, die sich daraufhin in Haus Sachsen-Altenburg umbenannte. Als Herzogtum Sachsen-Altenburg bestand es bis zur Abdankung des Herzogs im Zuge der Novemberrevolution 1918.
Gotha dagegen wurde dem in Sachsen-Coburg-Saalfeld regierenden Fürstenhaus gegeben. Dessen Besitz wurde allerdings auch aufgeteilt: Während es Coburg behalten konnte, musste es Saalfeld an eine weitere Nebenlinie, das Haus Sachsen-Meiningen, abtreten. Aus dem zu diesem Zeitpunkt regierenden Monarchen, Herzog Ernst I. von Sachsen-Coburg-Saalfeld, wurde so der Herzog von Sachsen-Coburg und Gotha, und das bisherige Haus Sachsen-(Coburg-)Saalfeld benannte sich in Sachsen-Coburg und Gotha um.

### Herzogtum Sachsen-Coburg und Gotha als deutsches Stammland der Dynastie

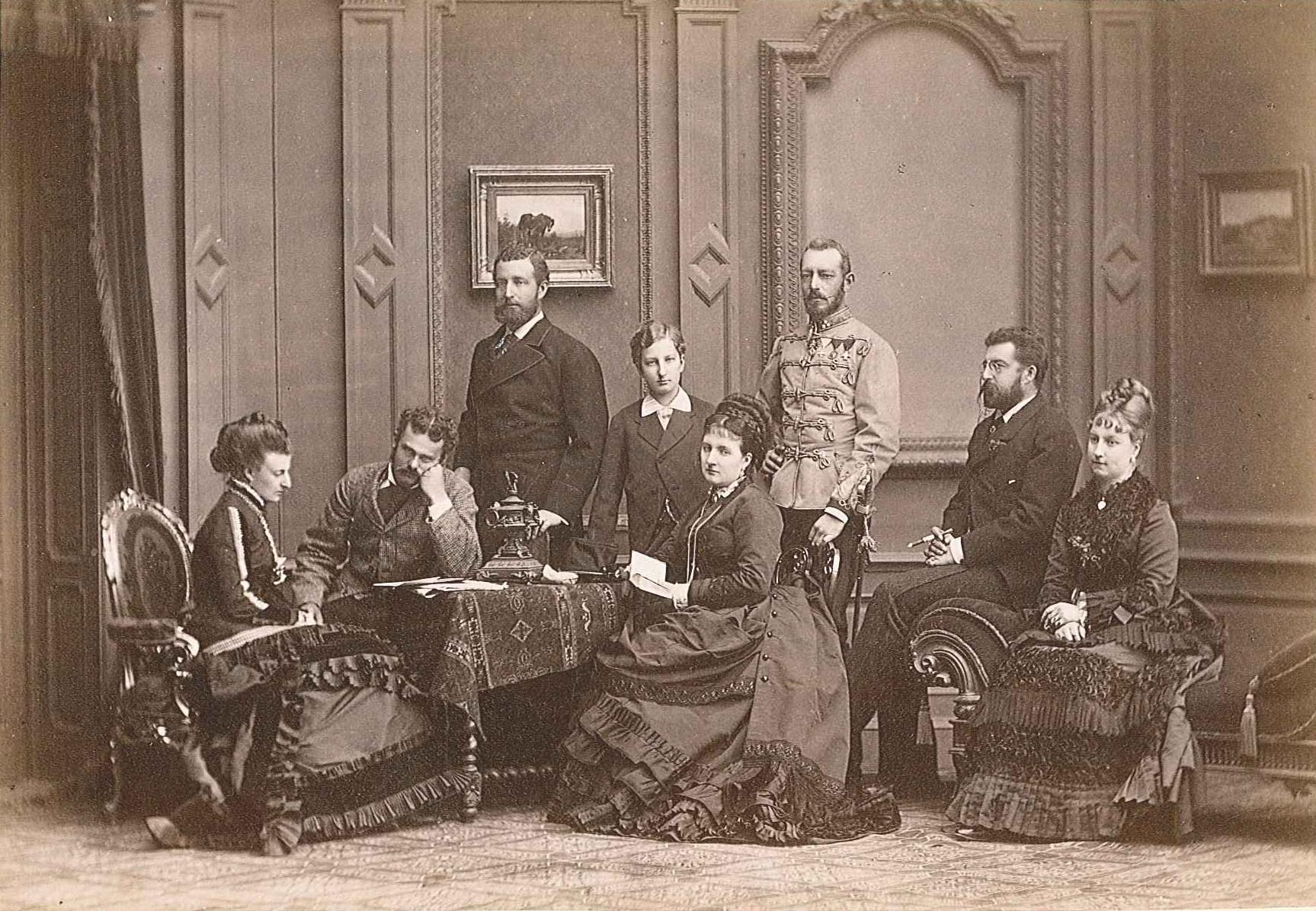
Mitglieder des katholischen Zweigs Sachsen-Coburg-Koháry, um 1875

Auf Ernst I. folgte 1844 dessen Sohn Ernst II. (1818–1893). Ernst II. war der einzige deutsche Fürst, der die Märzrevolution wirklich ernst nahm und 1849 ein Staatsgrundgesetz in Kraft setzte. Somit bekam Sachsen-Coburg und Gotha die fortschrittlichste Verfassung im damaligen Deutschland. Der spätere preußische Ministerpräsident Otto von Bismarck betrachtete ihn als ernsthaften Gegenspieler seiner Politik. Auf Bismarck soll auch das bekannte Wort vom „Gestüt Europas“ zurückgehen, mit dem er die zahlreichen Thronerwerbe und internationalen Heiraten des Hauses Sachsen-Coburg und Gotha verspottete.
Ernst II. hatte zwar mehrere uneheliche Kinder, jedoch blieb seine Ehe mit Prinzessin Alexandrine von Baden (1820–1904) kinderlos. Nach seinem Tod fiel das Herzogtum somit an die britische Nebenlinie (siehe unten), die sich inzwischen aus Nachfahren seines Bruders Albert gebildet hatte. Da der nächste in der Erbfolge berufene Eduard, Prince of Wales, auch in der britischen Thronfolge an erster Stelle stand und nicht bereit war, für das unbedeutende deutsche Herzogtum auf den Thron des britischen Empires zu verzichten, trat er seine Ansprüche auf das Herzogtum an seinen jüngeren Bruder Alfred, Duke of Edinburgh, ab. Der bestieg schließlich als Herzog Alfred den Thron.
Alfreds gleichnamiger Sohn hatte 1899 Selbstmord begangen. Als Alfred 1900 starb, fiel der herzogliche Thron deshalb erneut an die britische Verwandtschaft. Da der nächste Erbberechtigte, Arthur, 1. Duke of Connaught and Strathearn, für sich und seinen Sohn verzichtet hatte, wurde der Neffe von Alfred und Arthur der nächste Herzog: Charles Edward, Duke of Albany, war der älteste Sohn des damals bereits verstorbenen Leopold Georg, Duke of Albany, der wiederum der jüngste Sohn von Königin Victoria war. Er regierte als Herzog Carl Eduard bis zur Novemberrevolution 1918, dem Ende der Monarchie im Deutschen Reich und seinen Teilstaaten.
Residenzen des herzoglichen Hauses waren das Schloss Friedenstein in Gotha, in dem die Familie noch bis 1945 ein Appartement bewohnte, das Schloss Ehrenburg in Coburg, das Schloss Callenberg bei Coburg sowie seit 1823 das als Jagdsitz genutzte Schloss Greinburg in Oberösterreich. Die beiden Letzteren gehören der Familie bis heute. Die Mitglieder des Hauses führen den Namen Prinz/-essin von Sachsen-Coburg und Gotha, Herzog/-in zu Sachsen.

### Bruch mit dem britischen Königshaus
Um seine bedingungslose Loyalität zu Deutschland zu demonstrieren, unterzeichnete Herzog Carl Eduard am 12. März 1917 ein Gesetz, das außerdeutsche Mitglieder des Hauses Sachsen-Coburg und Gotha von der Thron- und Erbfolge ausschloss, wenn ihr Heimatstaat Krieg gegen das Deutsche Reich führt. Dieses Gesetz richtete sich direkt gegen das britische Königshaus, dessen Mitglieder die letzten zwei Herzöge gestellt hatten. Auf seine britischen Titel und Würden verzichtete er nicht. Er war zu diesem Zeitpunkt britischer Staatsbürger, Mitglied der britischen königlichen Familie mit den Titeln und Würden eines Prinzen von Großbritannien und Irland und eines Duke of Albany und hatte einen Sitz im britischen House of Lords.
Aufgrund innenpolitischen Drucks benannte König Georg V. im Juli 1917 das britische Haus Saxe-Coburg and Gotha in Haus Windsor um, wobei es darum ging, Bezüge zum Kriegsgegner Deutsches Reich zu kaschieren. In der Folge des Ersten Weltkriegs verabschiedete das britische Parlament das Gesetz über die Entziehung von Titeln und Auszeichnungen (Titles Deprivation Act). Es war die rechtliche Grundlage für die Aberkennung britischer Adelstitel und -rechte und damit auch des Sitzes im englischen Oberhaus. Per Anweisung von König Georg V. am 28. März 1919 verlor der ehemalige Herzog Carl Eduard, neben anderen Familienmitgliedern, all seine britischen Titel und Würden. Ähnlich erging es dem Haus Hannover und seinem Oberhaupt Ernst August, bis 1918 regierender Herzog von Braunschweig und bis 1919 britischer Duke of Cumberland. Obwohl für das heutige deutsche Haus das britische Haus Saxe-Coburg and Gotha die Stammlinie ist, besitzt die deutsche Linie daher keinerlei britische Titel und Würden mehr. Gemäß dem Titles Deprivation Act haben die männlichen Erben des Hauses das Recht, die britische Krone um ihre Wiedereinsetzung in diese Titel zu bitten, doch haben sie davon bisher keinen Gebrauch gemacht. Die Reputation der deutschen Linie litt außerdem unter der umstrittenen Persönlichkeit des Herzogs Carl Eduard, der später nicht nur ein Förderer des Nationalsozialismus war, wofür er mit der Präsidentschaft des Deutschen Roten Kreuzes (das damals „rassenhygienisch“ ausgerichtet wurde) und dem Einsatz in diplomatischen Missionen belohnt wurde, sondern postum kamen auch Inzestvorwürfe auf.

### Oberhäupter des Hauses Sachsen-Coburg und Gotha seit 1918
| Name        | Amtszeit  |
| ----------- | --------- |
| Carl Eduard | 1918–1954 |
| Friedrich   | 1954–1998 |
| Andreas     | 1998–2025 |
| Hubertus    | seit 2025 |

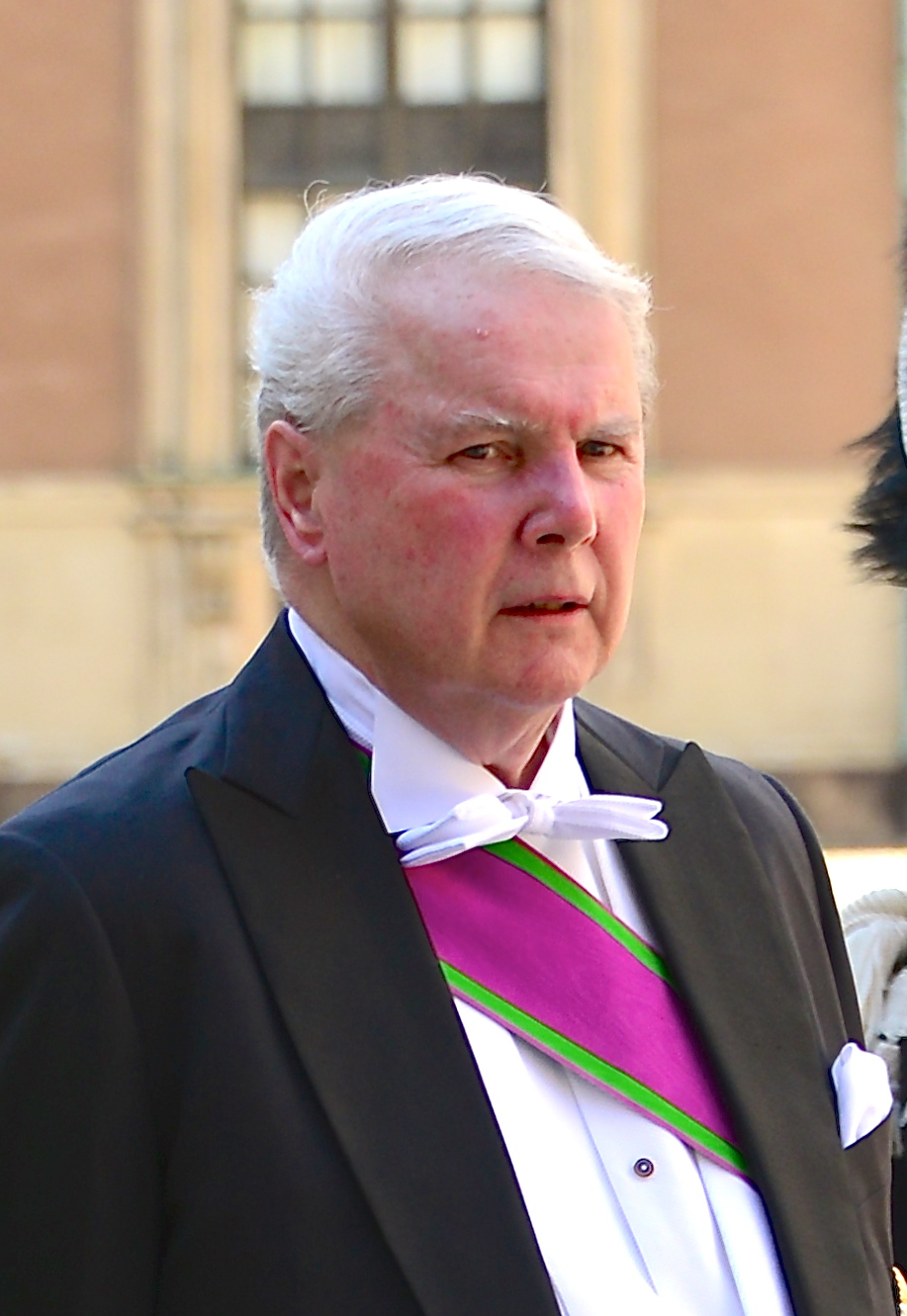
Andreas Prinz von Sachsen-Coburg und Gotha (1943–2025), früheres Oberhaupt des Hauses
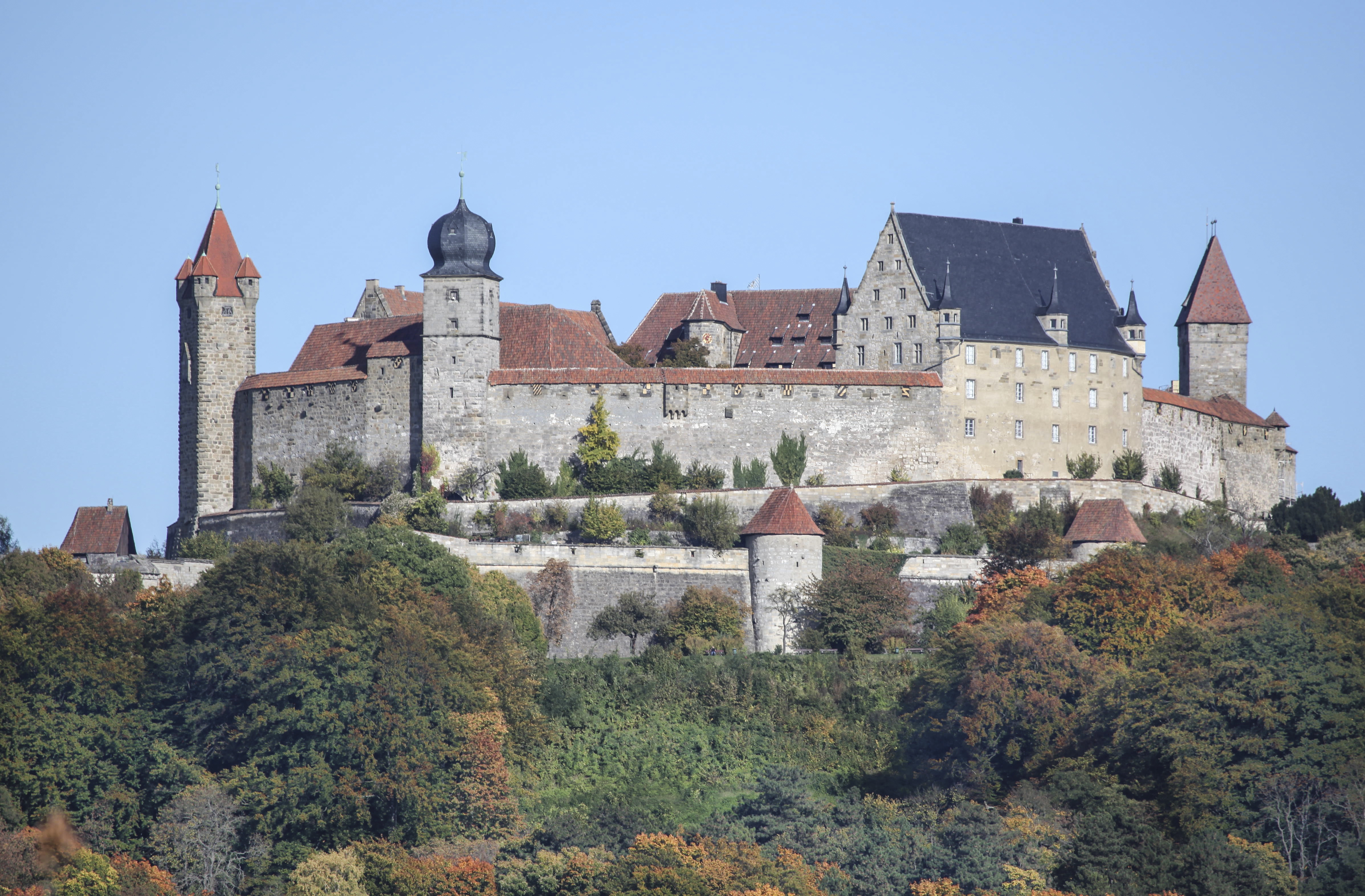
Veste Coburg, Stammsitz des Hauses Sachsen-Coburg
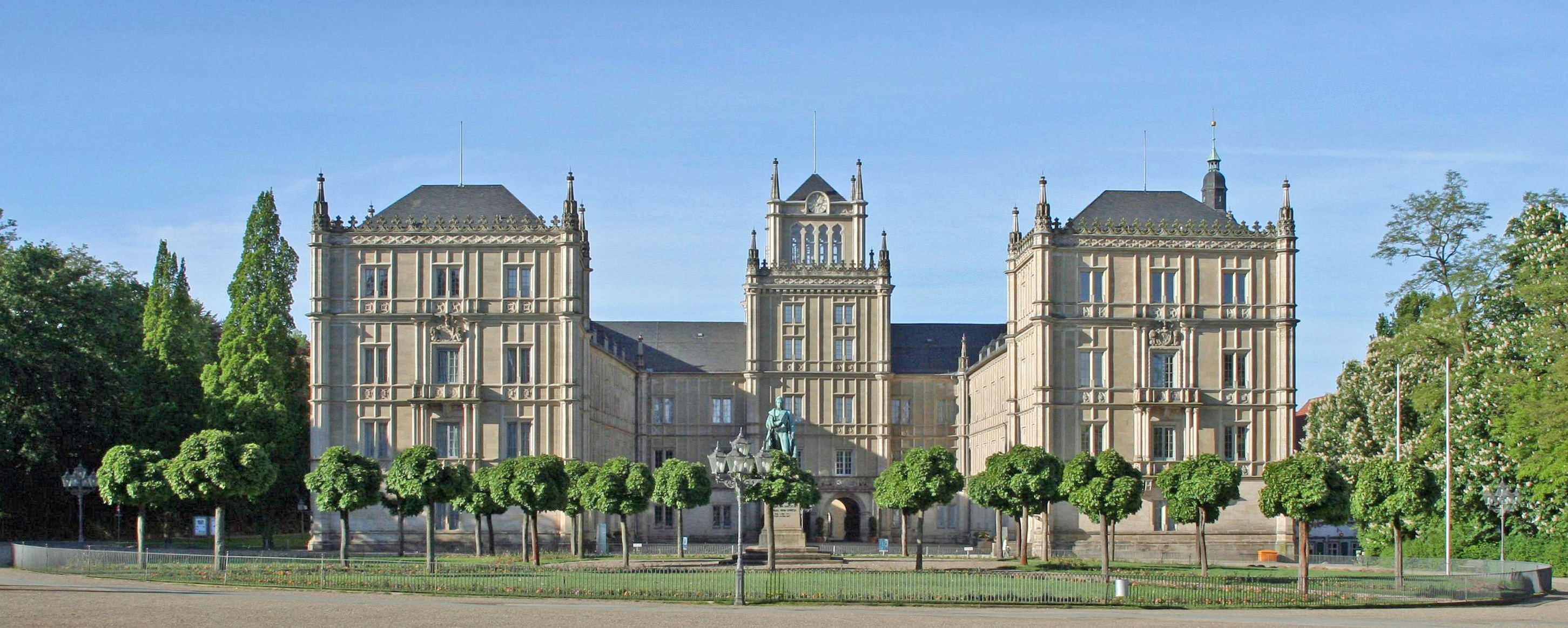
Schloss Ehrenburg, Coburg
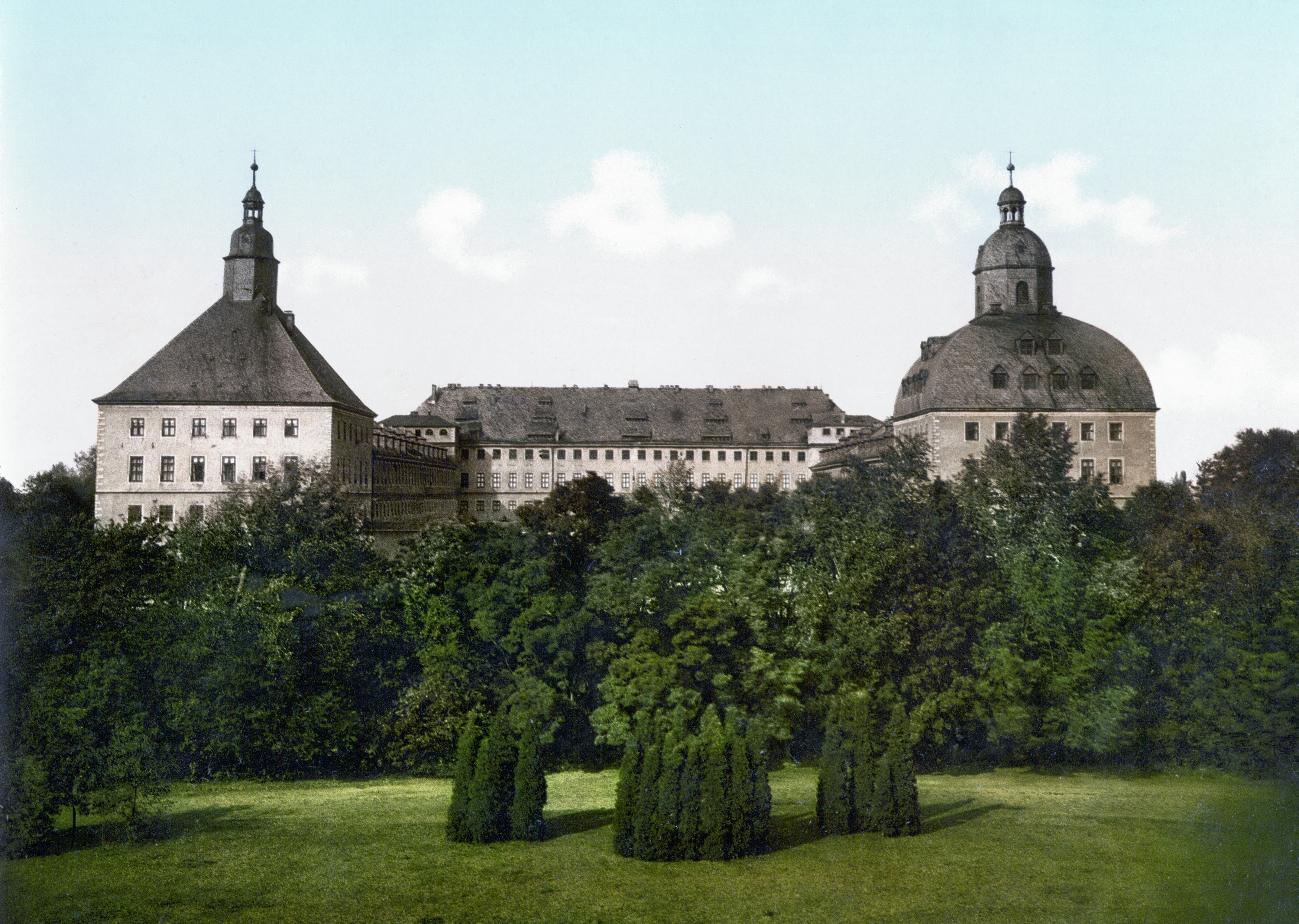
Schloss Friedenstein, Gotha
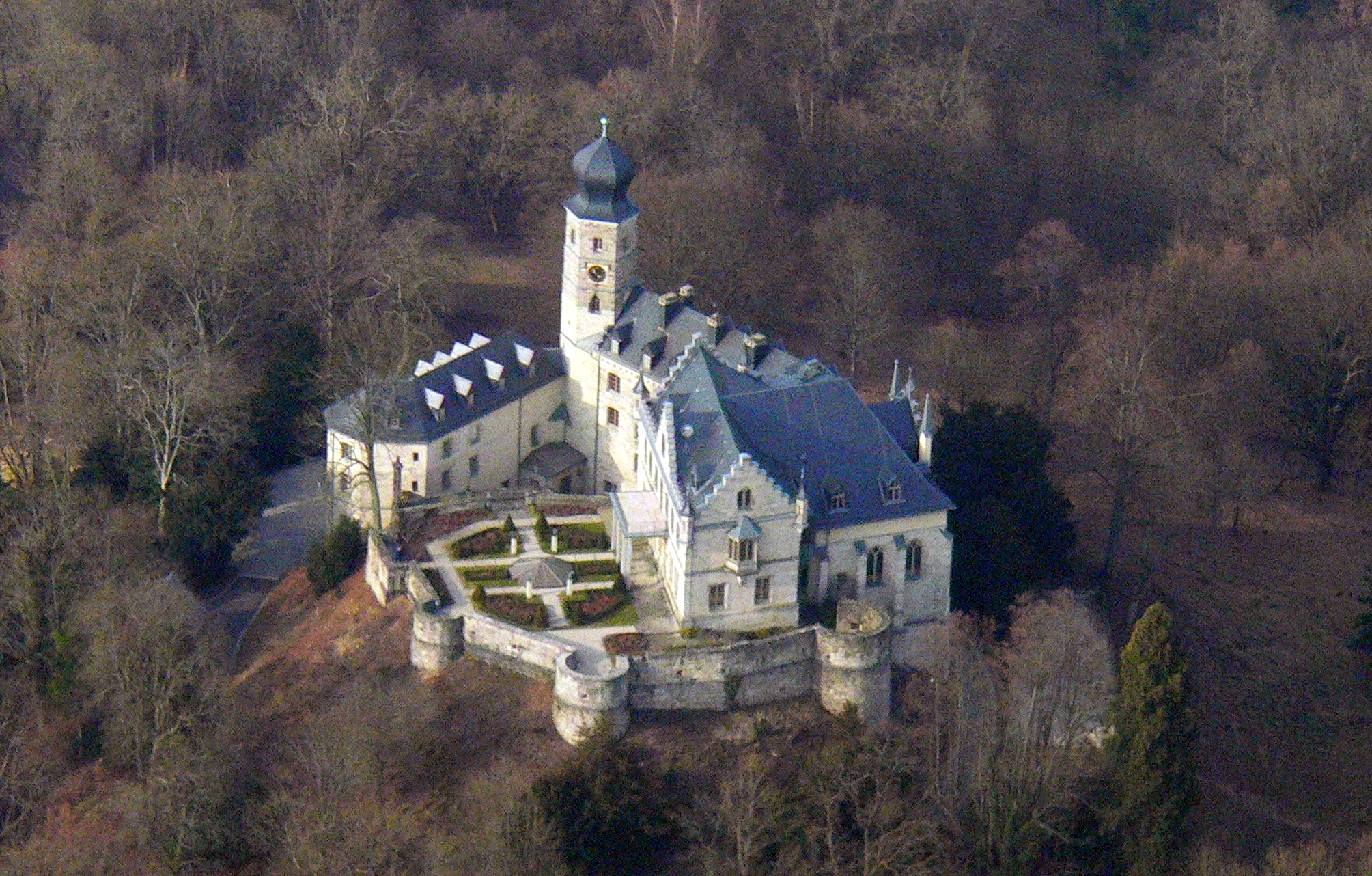
Schloss Callenberg, Coburg
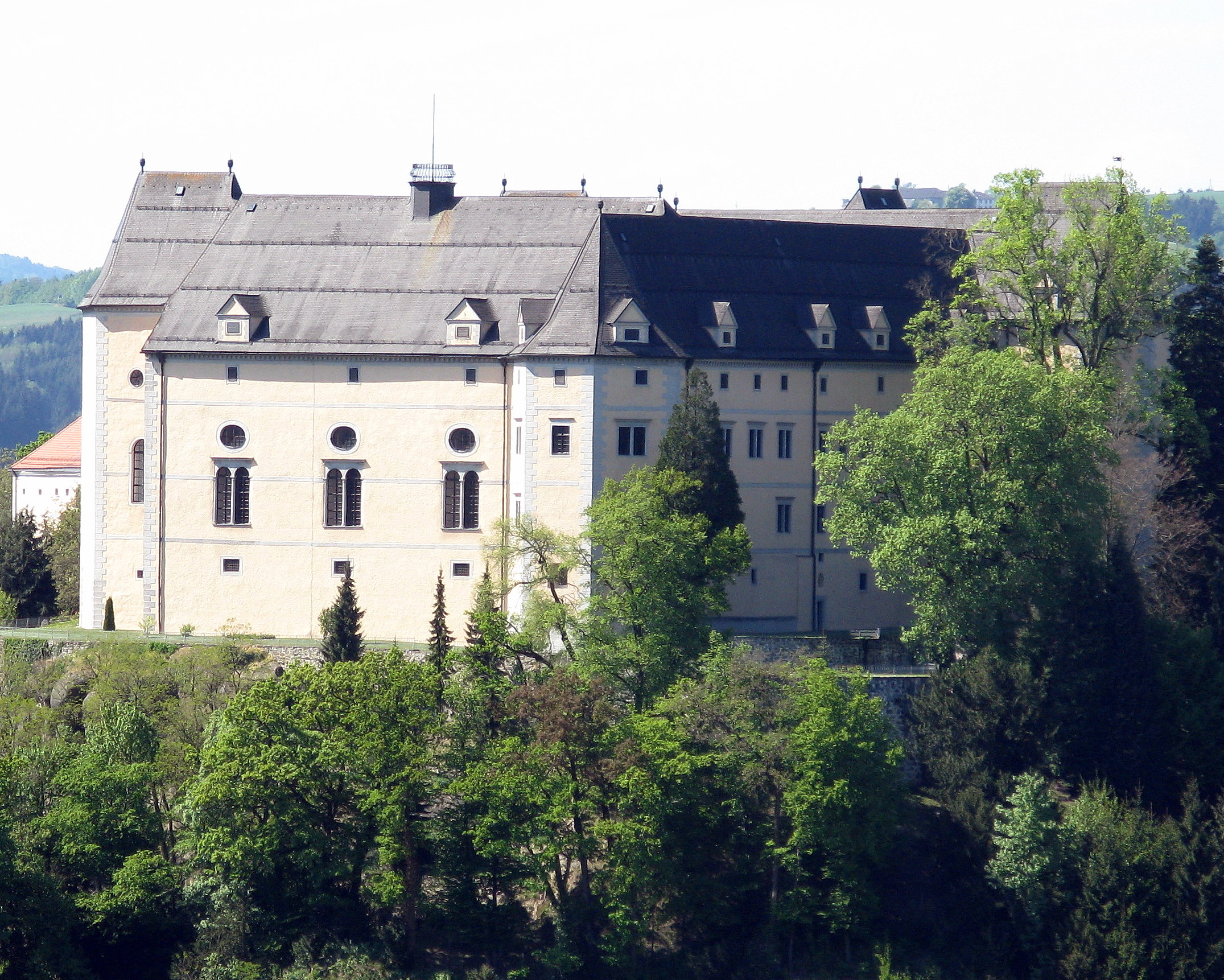
Schloss Greinburg, Oberösterreich

## Hausorden
2006 stiftete Andreas Prinz von Sachsen-Coburg und Gotha als Chef des Gesamthauses Sachsen-Coburg und Gotha den Herzoglich Sachsen-Coburg und Gotha’schen Hausorden mit dem herausragende Verdienste um Gemeinwohl und das Haus Sachsen-Coburg und Gotha gewürdigt werden. Dieser geht auf den Ernestinischen Hausorden zurück, der sich wiederum als Neugründung des 1690 gegründeten Ordens der deutschen Redlichkeit verstand.

## Wappen
Das Haus Sachsen-Coburg und Gotha kennt drei verschiedene Wappen:
- Großes Staatswappen des Herzogtums Sachsen-Coburg und Gotha (1826–1918)
- Kleines Staatswappen; es wurde von sämtlichen regierenden Linien des Hauses Wettin geführt (bis 1918)
- Familienwappen; es wurde von Queen Victoria an ihren vierten und jüngsten Sohn, Prinz Leopold, 1. Duke of Albany, als persönliches Wappen verliehen. Victorias Enkel Herzog Carl Eduard von Sachsen-Coburg und Gotha übernahm es schließlich. Seine Nachkommen führen es bis heute weiter.

## Das Haus Sachsen-Coburg und Gotha im Ausland

### Belgien

Wappen der Könige von Belgien aus dem Hause Sachsen-Coburg-Gotha (mit dem sächsischen Wappen als Herzschild)

1830 kam es zur belgischen Revolution, bei der sich das Land seine Unabhängigkeit von den Niederlanden erkämpfte. Der jetzt in Belgien gewählte Nationalkongress entschied sich, der Mode der damaligen Zeit folgend, in Belgien eine konstitutionelle Monarchie zu errichten, obgleich durchaus republikanische Strömungen im Kongress vertreten waren. Da es keine angestammte Dynastie gab, wurde nun die Wahl eines Königshauses notwendig.
Zunächst wurde daran gedacht, einen jüngeren Prinzen aus dem niederländischen Königshaus der Oranier auf den Thron zu setzen. Das Königshaus hatte sich jedoch durch den fortgesetzten Widerstand des niederländischen Königs gegen die belgische Unabhängigkeit selbst um seine Chancen gebracht. Auch ein jüngerer Sohn des französischen Königs Ludwig Philipp aus dem Haus Orléans wurde in Betracht gezogen. Diese Lösung scheiterte jedoch am Widerstand Großbritanniens, das dadurch das europäische Gleichgewicht in Gefahr gebracht sah. Schließlich fiel die Wahl auf den Prinzen Leopold von Sachsen-Coburg-Saalfeld, einen jüngeren Bruder des in Sachsen-Coburg-Gotha regierenden Herzogs Ernst I.
Leopold hatte in seinem Leben schon die Throne mehrerer Länder in Aussicht gehabt. 1815 heiratete er die britische Thronfolgerin Charlotte Augusta, er hätte also eigentlich britischer Prinzgemahl werden sollen. Allerdings starb seine Frau 1817 bei der Geburt ihres Sohnes, ohne je den britischen Thron bestiegen zu haben. Leopold war damit um die Aussicht gebracht, in Großbritannien zu herrschen, fand sich allerdings bald mit der Situation ab. Er arrangierte die Heirat seiner Schwester Victoria von Sachsen-Coburg-Saalfeld mit Edward Augustus, Duke of Kent and Strathearn, einem jüngeren Sohn des britischen Königs. Aus dieser Ehe ging die spätere Königin Victoria hervor, deren eigene Heirat mit einem weiteren Mitglied des Hauses Sachsen-Coburg-Gotha dieses auch in Großbritannien auf den Thron brachte (siehe unten).
Leopold blieb auch nach dem Tod seiner Frau im Vereinigten Königreich. Dort bot man ihm 1830 die griechische Königskrone an. Griechenland hatte sich seine Unabhängigkeit vom Osmanischen Reich erkämpft, die europäischen Großmächte hatten im Londoner Protokoll beschlossen, als Ausgleich für ihre Unterstützung im Unabhängigkeitskrieg eine Erbmonarchie in dem Land zu installieren. Leopold lehnte dieses Angebot jedoch ab, da er die politischen Zustände in Griechenland als zu instabil einschätzte. Die dortige Krone fiel dann an Otto von Bayern aus der Dynastie der Wittelsbacher.
Seine verwandtschaftlichen Beziehungen machten Leopold für Großbritannien akzeptabel, sein Einsatz in den Napoleonischen Kriegen (General der russischen Armee, Feldmarschall im Vereinigten Königreich) machten ihn in Belgien populär, und so wurde Leopold – obwohl evangelisch-lutherisch – 1831 erster König der Belgier; er heiratete eine französische Königstochter und ließ seine Kinder katholisch taufen. Das Haus Sachsen-Coburg-Gotha regiert Belgien noch heute als Belgisches Königshaus.
1920 entschloss sich König Albert I., den deutschen Familiennamen nicht mehr zu verwenden, nachdem deutsche Truppen 1914 in Belgien einmarschiert waren. Kriegsteilnehmer war auch sein Vetter Herzog Carl Eduard von Sachsen-Coburg und Gotha, der General beim XI. Armee-Korps war, das an der Westfront kämpfte und zu dem ein coburg-gothaisches Infanterieregiment gehörte. Seitdem hieß der Hauptname de Belgique, van België oder von Belgien. Doch – anders als in Großbritannien, wo sich der dort regierende Familienzweig bereits 1917 in Haus Windsor umbenannt hatte – wurde der Sachsen-Coburger Nebentitel vom belgischen Königshaus stets beibehalten.
König Philippe hat mit einem arrêté royal von 2015 angeordnet, dass künftig alle Familienmitglieder diesen familiären Erbtitel, Prinz/essin von Sachsen-Coburg (bzw. Saxe-Cobourg oder Saksen-Coburg), führen, während der zusätzliche, konstitutionelle Titel Prinz/essin von Belgien auf thronfolgeberechtigte Kinder und Enkel des Monarchen sowie des jeweiligen Thronfolgers beschränkt wurde.

#### Könige der Belgier
| Name         | Lebensdaten | Regierungsdaten | verheiratet mit | Bemerkungen                                    |
| ------------ | ----------- | --------------- | --- | ---------------------------------------------- |
| Leopold I.   | 1790–1865   | 1831–1865       | in erster Ehe Charlotte Augusta von Wales, in zweiter Ehe Karoline Bauer, in dritter Ehe Louise, geb. Prinzessin von Orléans                          | geboren als Herzog von Sachsen-Coburg-Saalfeld |
| Leopold II.  | 1835–1909   | 1865–1909       | in erster Ehe Marie Henriette, geb. Erzherzogin von Österreich und königliche Prinzessin von Ungarn, in zweiter Ehe Blanche Zélia Joséphine Delacroix | 1885–1908 auch Souverän des Kongo-Freistaates  |
| Albert I.    | 1875–1934   | 1909–1934       | Elisabeth, geb. Herzogin in Bayern |                                                |
| Leopold III. | 1901–1983   | 1934–1951       | in erster Ehe Astrid, geb. Prinzessin von Schweden, in zweiter Ehe Mary Lilian Baels                                                                  | 1945–1950 unter Regentschaft, dankt 1951 ab    |
| Baudouin     | 1930–1993   | 1951–1993       | Fabiola de Mora y Aragón |                                                |
| Albert II.   | * 1934      | 1993–2013       | Paola Ruffo di Calabria | trat am 21. Juli 2013 zurück                   |
| Philippe     | * 1960      | 2013–           | Mathilde d’Udekem d’Acoz |                                                |

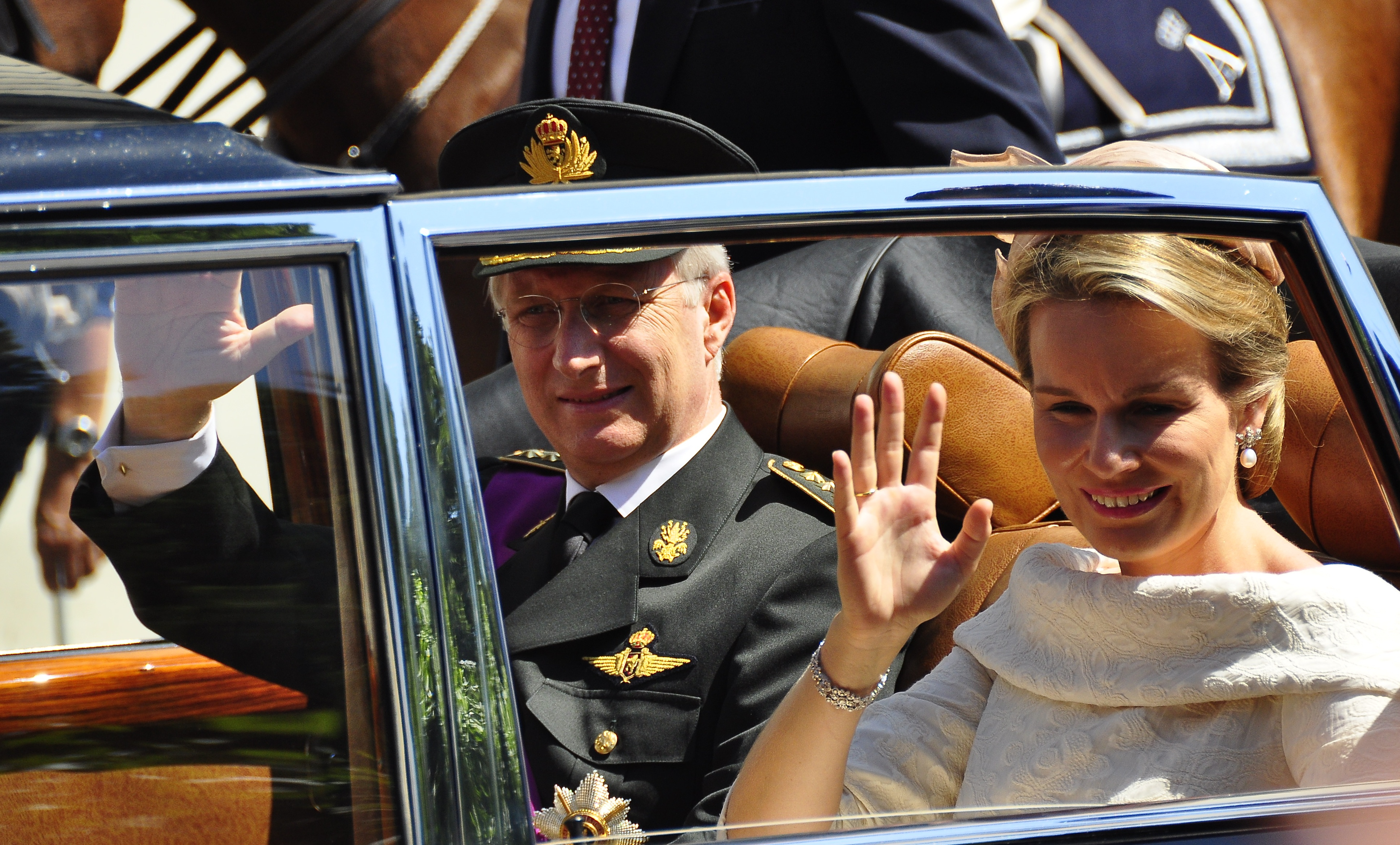
König Philippe und Königin Mathilde von Belgien
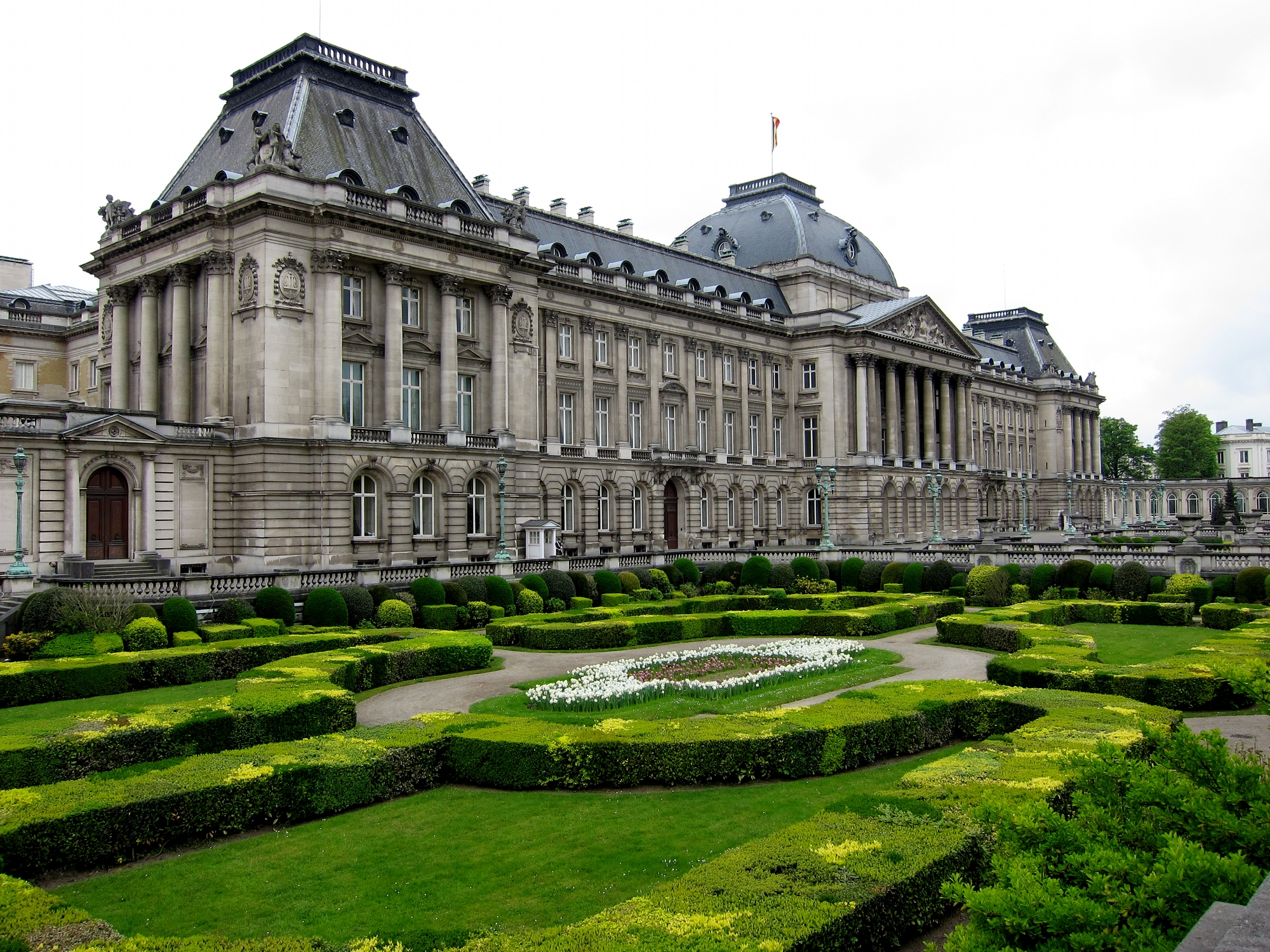
Königlicher Palast (Brüssel)
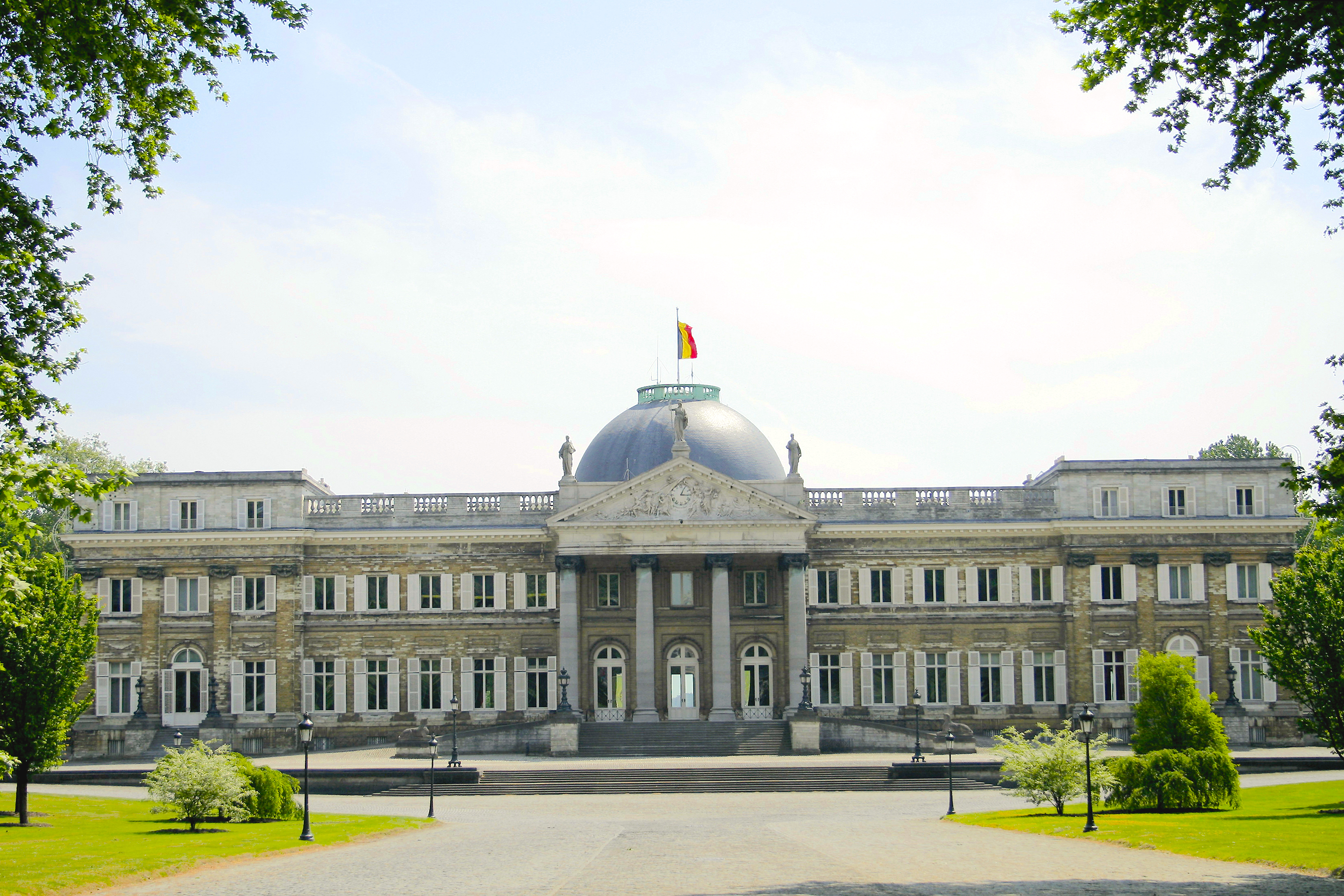
Schloss Laken, Brüssel

#### Kongofreistaat
Die Kongokonferenz von 1884 schuf den Kongo-Freistaat, und zwar als von Belgien unabhängigen Privatbesitz des damaligen belgischen Königs Leopold II. Das Haus Sachsen-Coburg-Gotha regierte so auch über einen der größten Staaten Afrikas. Leopold beutete die Privatkolonie mit einer – auch für damalige Verhältnisse – beispiellosen Rücksichtslosigkeit aus. Erst als die Kritik an der von ihm eingesetzten Kolonialadministration im Land zu stark wurde, musste der belgische König den Freistaat 1908 an Belgien abtreten; es entstand Belgisch-Kongo, aus dem sich später Zaire bzw. die Demokratische Republik Kongo entwickelte.

### Portugal

Wappen Ferdinands II. von Portugal aus dem Hause Sachsen-Coburg-Gotha

In Portugal regierte seit 1640 das Haus Braganza. Während des Miguelistenkriegs (1832–1834) teilte sich dieses in eine ältere miguelistische und eine jüngere Linie. Die ältere Linie verlor den Thron, ihr Oberhaupt lebte seitdem im Exil im deutschen ehemaligen Kloster Bronnbach.
Der letzte Monarch aus der jüngeren Linie war die Königin Maria II. (1819–1853, regierte 1828 und 1834–1853). Sie heiratete 1836 den deutschen Prinzen Ferdinand aus dem Hause Sachsen-Coburg-Koháry, den späteren König Ferdinand II.
Traditionell wechselte nach einem weiblichen Monarchen die herrschende Dynastie. Nach alter Auffassung trat die Frau durch Heirat in die Familie des Mannes ein. Deshalb nahm die Frau auch den Namen des Mannes an, der dann auch Name der gemeinsamen Kinder wurde. In Portugal wurde diese Regel auch beachtet, die Kinder von Maria II. und Ferdinand II. erhielten deshalb nicht den Namen der Mutter (Braganza), sondern den des Vaters (also Sachsen-Coburg und Gotha) auf Portugiesisch lautete der Name der neuen Dynastie „Dinastia Saxe-Coburgo-Gota“.
Ferdinand war Sohn von Ferdinand von Sachsen-Coburg-Saalfeld-Koháry und Enkelsohn des Herzogs Franz von Sachsen-Coburg-Saalfeld, dieser war auch Vater von Ernst I., dem oben genannten ersten Herzog von Sachsen-Coburg-Gotha. Das „Koháry“ im Namen stammt von Ferdinands Mutter, der ungarischen Prinzessin Maria Antonie Gabriele von Koháry.
Anders als in anderen westeuropäischen Monarchien wurde Ferdinand II. in Portugal zum König gekrönt, war also nicht 'nur' Prinzgemahl, sondern herrschte zusammen mit seiner Frau, aber aus eigenem Recht.
Die Herrschaft des Hauses Sachsen-Coburg und Gotha in Portugal verlief tragisch. Ein König (Karl I.) wurde 1908 zusammen mit seinem Thronfolger erschossen, und eine Revolution beendete 1910 die Monarchie in Portugal und damit auch die Herrschaft des Hauses Sachsen-Coburg und Gotha. Der letzte König, Manuel II. verstarb 1932 im britischen Exil kinderlos, und die portugiesische Linie des Hauses erlosch damit definitiv. Der Anspruch auf den portugiesischen Thron fiel damit zurück an die ältere Linie des Hauses Braganza, die schon seit dem Miguelistenkrieg im Exil war.

#### Könige von Portugal

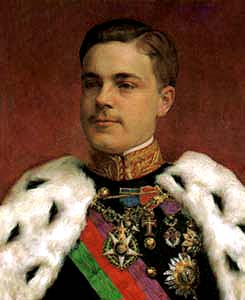
König Manuel II. von Portugal (1908–1910)

- Ferdinand II. (1837–1853), zusammen mit seiner Frau Maria II.
- Peter V. (1853–1861)
- Ludwig I. (1861–1889)
- Karl I. (1889–1908)
- Manuel II. (1908–1910)

Mit dem Tod König Manuels II. erlosch die portugiesische Linie des Hauses Sachsen-Coburg-Gotha.

### Bulgarien

Wappen der Zaren von Bulgarien aus dem Hause Sachsen-Coburg-Gotha

Bulgarien gehörte seit Ende des 14. Jahrhunderts zum Osmanischen Reich. Seit 1876 versuchte das Land, sich durch Aufstände aus dem Herrschaftsbereich der Osmanen zu lösen. 1878 erhielt das Land nach Ende des Russisch-Osmanischen Krieges zunächst seine Unabhängigkeit, durch den Berliner Kongress wurde es wieder dem Osmanischen Reich tributpflichtig, bekam jedoch die Autonomie unter einem eigenen Fürsten. Da auch Bulgarien über keine angestammte Dynastie mehr verfügte, fiel der fürstliche Thron des Landes dem Haus Battenberg zu, einer morganatischen Linie des Hauses Hessen.

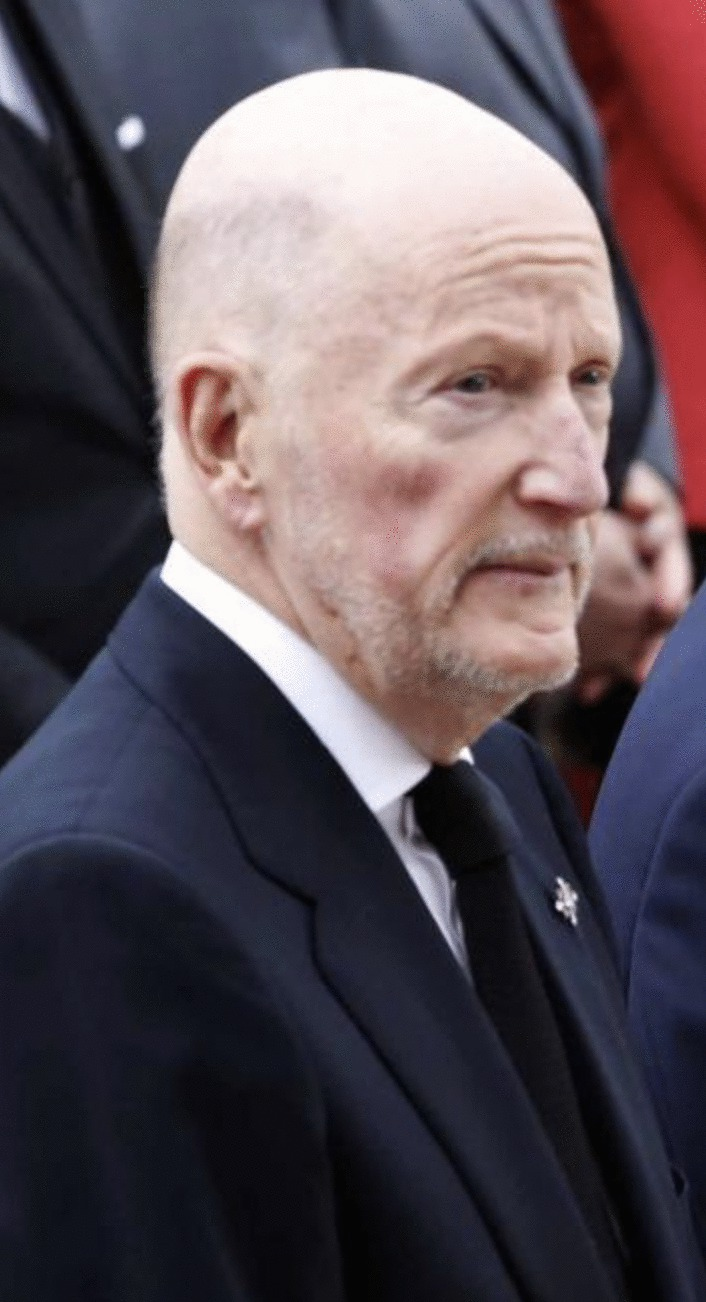
Ex-König Simeon II. von Bulgarien

1886 muss der Battenberger Alexander I. wegen innenpolitischer Probleme zurücktreten; auch wenn Bulgarien formell noch zum Osmanischen Reich gehörte, setzte Österreich, die neue Vormacht auf dem Balkan, Ferdinand aus dem Hause Sachsen-Coburg-Gotha als seinen Nachfolger durch. Das Haus Sachsen-Coburg und Gotha trug ebenfalls die ungarische Bezeichnung Coburg-Koháry, nach einem ungarischen Besitz der Familie (vgl. Koháry).
Ferdinand war Sohn des österreichischen Generals August von Sachsen-Coburg und Gotha und somit Neffe des portugiesischen Königs Ferdinand II. und Großneffe Herzogs Ernst I. von Sachsen-Coburg-Gotha. Er trat sein Amt als Prinzregent für den seit dem Rücktritt des Battenbergers verwaisten bulgarischen Fürstenthron an, konnte 1908 die vollständige Unabhängigkeit des Landes durchsetzen und nahm daraufhin den Königstitel (auf Bulgarisch „Zar“) an. Seine Nachfolger regierten bis 1946, als die Kommunisten die Monarchie abschafften.
Der letzte König Simeon II. war bei der Abschaffung der Monarchie 1946 erst 9 Jahre alt. Er wurde 2001 unter dem bulgarischen bürgerlichen Namen „Simeon Sakskoburggotski“ zum bulgarischen Ministerpräsidenten gewählt. Er hatte dieses Amt bis 2005 inne und ist (neben Norodom Sihanouk) der einzige abgesetzte Monarch der Geschichte, der in einer demokratischen Wahl politische Macht wiedererlangte.

#### Könige von Bulgarien
- Ferdinand I. (1887–1918)
- Boris III. (1918–1943)
- Simeon II. (1943–1946)

### Vereinigtes Königreich
In Großbritannien herrschte seit 1714 das Haus Hannover, eine Seitenlinie des deutschen Adelsgeschlechts der Welfen. Ebenfalls seit 1714 war Großbritannien mit dem Kurfürstentum Hannover, seit 1814 Königreich Hannover, durch Personalunion verbunden. Diese endete, als 1837 in Großbritannien Königin Victoria den Thron bestieg. Da anders als in Großbritannien das in Hannover geltende salische Thronfolgerecht die weibliche Thronfolge nicht vorsah, trennten sich die beiden Länder wieder, in Hannover kam eine andere Linie der Welfen an die Macht.

Wappen Eduards VII. (1901–1910), des ersten „Coburgers“ auf dem britischen Thron, als Prince of Wales

Victoria heiratete 1840 ihren Cousin mütterlicherseits Albert von Sachsen-Coburg und Gotha, einen jüngeren Sohn des Herzogs Ernst I. von Sachsen-Coburg und Gotha. Nach der im Abschnitt über Portugal erläuterten Regel trat sie damit in das Haus Sachsen-Coburg-Gotha ein, ihre Kinder führten diesen Namen, nicht mehr „Hannover“. Sachsen-Coburg-Gotha wurde somit in seiner anglisierten Form Saxe-Coburg and Gotha zum Namen der neuen in Großbritannien regierenden Dynastie.
Nach der Bombardierung Londons durch deutsche Streitkräfte sah sich König Georg V. während des Ersten Weltkrieges veranlasst, auf alle deutschen Titel und Würden zu verzichten und durch Verfügung den Hausnamen Windsor zu bestimmen. Dieser ist abgeleitet von der königlichen Residenz Windsor Castle. Nach dem Selbstverständnis des Königshauses handelte es sich – anders als in Deutschland mitunter behauptet – nicht um eine reine Umbenennung, sondern vielmehr um die Trennung vom Haus Sachsen-Coburg und Gotha und Neugründung des Hauses Windsor, als deren offizielles Gründungsdatum das Jahr 1917 gilt. Bereits seinerzeit kommentierte der Guardian: „Die britische Königsfamilie wird in Zukunft zweifellos einfach als ‚House of Britain‘ bekannt sein. Krieg oder nicht, die Änderung wäre vernünftig, denn nichts als Pedanterie hält den deutschen Titel am Leben“.
Mit der Gründung des Hauses 1917 wurde auch erstmals ein gleichnamiger Familienname Windsor für die königliche Familie festgelegt, um bei Bedarf diesen als Nachnamen verwenden zu können. Bis dahin hatte die Britische Königsfamilie keinen Nachnamen. Im Gegensatz zum deutschen Adel wird bei Angehörigen der königlichen Familie mit dem Titel His bzw. Her Royal Highness weder der Hausname noch der Familienname bis heute im Regelfall als Namenszusatz geführt, sondern vornehmlich die Titel. Die in der deutschen Medienlandschaft oft kolportierte Behauptung, ohne die Namensänderung in Haus Windsor hätte Königin Elisabeth II. mit vollem Namen Elisabeth Alexandra Mary von Sachsen-Coburg und Gotha geheißen, ist damit nicht ernstzunehmen. Elisabeth wurde unter dem Namen Elizabeth of York geboren, da ihr Vater zum Zeitpunkt der Geburt der Herzog von York war.
Nach der Proklamation von Königin Elisabeth II. im Jahre 1952 stellte sich die Namensfrage erneut. Ihr Gemahl Philip entstammte dem Haus Schleswig-Holstein-Sonderburg-Glücksburg, einer Nebenlinie des Hauses Oldenburg, hatte vor der Hochzeit mit Elisabeth allerdings auf seinen Titel als Prinz von Griechenland und Dänemark verzichtet und den Familiennamen Mountbatten angenommen. Mit Letters Patent vom 9. April 1952 stellte Elisabeth klar, dass sowohl der Hausname als auch der Familienname der Nachkommen des königlichen Ehepaares Windsor bleiben würde. Im Februar 1960 gab Königin Elisabeth II. eine Änderung dahingehend bekannt, dass der Familienname Mountbatten-Windsor von allen ihren Nachkommen getragen werde, wenn sie nicht die Titel His bzw. Her Royal Highness oder Prince bzw. Princess tragen oder – sofern sie weiblich sind – heiraten und dabei den Namen ihres Gatten annehmen. Zugleich wurde der Name Windsor als Hausname bestätigt. Der Wechsel des Familiennamens gilt auch nicht für Nachkommen von solchen Mitgliedern der königlichen Familie, die nicht von der Königin abstammen. Damit unterscheidet sich bei den Nachkommen der Königin Elisabeth II. der Hausname und Familienname. Der König des Vereinigten Königreiches Großbritanniens und Nordirlands (Charles III.) und seine Nachkommen gehören damit – in Abweichung von der agnatischen Erbfolge – weiterhin zum Haus Windsor. Sowohl der Hausname als auch der Familienname der königlichen Familie ist nicht gesetzlich geregelt. Einem zukünftigen Regenten steht es frei, diese mit einfachen Letters Patent zu ändern.

#### Könige des Vereinigten Königreichs und Kaiser von Indien
- Eduard VII. (1901–1910)
- Georg V.[14] (1910–1936)

### Prinzessinnen des Hauses als Gemahlinnen weiterer Herrscher
Der königliche Status mehrerer Linien des Hauses Sachsen-Coburg und Gotha führte dazu, dass weibliche Abkömmlinge vermehrt als Gemahlinnen von Herrschern dritter Staaten in Frage kamen. So heirateten sie in die Königshäuser Schwedens, Italiens und Rumäniens sowie ins großherzogliche Haus Luxemburgs ein und gehörten überdies dem mexikanischen Kaiserhaus und dem norwegischen Königshaus an, die folglich allesamt mit dem Haus Sachsen-Coburg und Gotha verschwägert sind bzw. waren.
Die älteste Tochter des letzten sachsen-coburg-gothaischen Herzogs Carl Eduard, Prinzessin Sibylla, heiratete 1932 Prinz Gustav Adolf von Schweden aus dem Haus Bernadotte. Ihr gemeinsamer Sohn Carl XVI. Gustaf ist seit 1973 König von Schweden. Eine andere coburgische Ahnin des Königs war die Gemahlin seines Großvaters, Gustav VI. Adolf, Kronprinzessin Margareta, eine Enkelin der Königin Victoria und ihres Gemahls Albert von Sachsen-Coburg und Gotha.
Maud, eine weitere Enkelin Victorias und Alberts, wurde infolge ihrer Heirat mit Prinz Carl von Dänemark, dem späteren König Haakon VII. aus dem Haus Schleswig-Holstein-Sonderburg-Glücksburg (einer Linie des Hauses Oldenburg), die erste Königin des unabhängigen Königreichs Norwegen. Sie ist die Großmutter des amtierenden Königs Harald V. von Norwegen. Auch eine dritte Enkelin Victorias und Alberts wurde Königin: Marie von Edinburgh heiratete Ferdinand I., der das Königreich Rumänien regierte und dem Haus Hohenzollern-Sigmaringen, einer schwäbischen Linie der Hohenzollern, entstammte.
Auch die Nachfahrinnen des belgischen Königs Leopold I. gelangten teils zu hohen Würden. Seine einzige Tochter Charlotte war als Gattin Maximilians I. aus dem Haus Habsburg-Lothringen Kaiserin des kurzlebigen Kaiserreichs Mexiko. Die jüngste Tochter ihres Neffen Albert I., Marie José, heiratete Umberto II. aus dem Haus Savoyen und war für kurze Zeit die letzte Königin Italiens. Ihre Nichte Joséphine Charlotte wiederum war die Gemahlin des luxemburgischen Großherzogs Jean und die Mutter des amtierenden Staatschefs Großherzog Henri aus dem Haus Luxemburg-Nassau (Agnaten des Hauses Bourbon-Parma).

## Stammliste (Auszug)
1. Franz (1750–1806), Herzog von Sachsen-Coburg-Saalfeld
  1. Ernst I. (1784–1844), seit 1826 Herzog von Sachsen-Coburg und Gotha
    1. Ernst II. (1818–1893), Herzog von Sachsen-Coburg und Gotha
    2. Albert (1819–1861) ⚭ 1840 Königin Victoria von Großbritannien und Irland (aus dem Haus Hannover); britischer Prinzgemahl
      1. Eduard VII. (1841–1910), König von Großbritannien und Irland
        1. Georg V. (1865–1936), König von Großbritannien und Irland (Haus Windsor)
          1. Eduard VIII. (1894–1972), König von Großbritannien und Nordirland
          2. Georg VI. (1895–1952), König von Großbritannien und Nordirland
            1. Elisabeth II. (1926–2022), Königin von Großbritannien und Nordirland ⚭ Philip, Duke of Edinburgh (1921–2021) (aus dem Hause Schleswig-Holstein-Sonderburg-Glücksburg)
              1. Charles III. (* 1948) (Haus Windsor)

      2. Leopold, Duke of Albany (1853–1884)
        1. Carl Eduard (1884–1954), Herzog von Sachsen-Coburg und Gotha
          1. Sibylla von Sachsen-Coburg und Gotha (1908–1972) ⚭ Gustav Adolf Erbprinz von Schweden (1906–1947)
            1. Carl XVI. Gustaf (* 1946), König von Schweden (Haus Bernadotte)

          2. Friedrich Josias Prinz von Sachsen-Coburg und Gotha (1918–1998)
            1. Andreas Prinz von Sachsen-Coburg und Gotha (1943–2025)
              1. Hubertus Prinz von Sachsen-Coburg und Gotha (* 1975), Chef des Hauses Sachsen-Coburg-Gotha

  2. Ferdinand (1785–1851) ⚭ 1816 Maria Antonie Gabriele von Koháry, Begründer des Zweiges Sachsen-Coburg-Koháry
    1. Ferdinand II. (1816–1885), König von Portugal ⚭ I. 1836 Königin Maria II. von Portugal (1819–1853)
      1. Peter V. (1853–1861), König von Portugal
      2. Ludwig I. (1861–1889), König von Portugal
        1. Karl I. (1889–1908), König von Portugal
          1. Ludwig Philipp (1887–1908)
          2. Emanuel II. (1908–1910), König von Portugal

    2. August (1818–1881), Herzog von Sachsen-Coburg-Koháry ⚭ 1843 Clementine von Frankreich (1817–1907)
      1. Philipp von Sachsen-Coburg und Gotha-Koháry (1844–1921) ⚭ Louise von Belgien (haben Nachkommen)
      2. Ludwig August von Sachsen-Coburg und Gotha (1845–1907) ⚭ Leopoldina von Brasilien (haben Nachkommen)
      3. Ferdinand I. (1861–1948), 1887 Fürst, 1908 Zar von Bulgarien
        1. Boris III. (1894–1943), Zar von Bulgarien
          1. Simeon (* 1937), Zar von Bulgarien

  3. Leopold I. (1790–1865), seit 1831 König der Belgier
    1. Leopold II. (1835–1909), König der Belgier
    2. Philipp von Belgien (1837–1905)
      1. Albert I. (1875–1934), König der Belgier
        1. Leopold III. (1901–1983), König der Belgier
          1. Baudouin (1930–1993), König der Belgier
          2. Albert II. (* 1934), König der Belgier
            1. Philippe (* 1960), König der Belgier